# Гёмар, Адольф
Адольф Жозеф Анри Гёмар (фр. Adolphe Joseph Henri Goemaere; 7 мая 1895, Сен-Жосс-тен-Ноде — 12 сентября 1970, Кнокке-Хейст, Западная Фландрия) — бельгийский хоккеист на траве, полузащитник. Бронзовый призёр летних Олимпийских игр 1920 года, участник летних Олимпийских игр 1928 года.

## Биография
Адольф Гёмар родился 7 мая 1895 года в бельгийской коммуне Сен-Жосс-тен-Ноде.
В 1920 году вошёл в состав сборной Бельгии по хоккею на траве на летних Олимпийских играх в Антверпене и завоевал бронзовую медаль. Играл в поле, провёл 3 матча, мячей (по имеющимся данным) не забивал.
В 1928 году вошёл в состав сборной Бельгии по хоккею на траве на летних Олимпийских играх в Амстердаме, которая заняла 4-е место. Играл на позиции полузащитника, провёл 1 матч, мячей не забивал.
Умер 12 сентября 1970 года в бельгийском городе Кнокке-Хейст.